# Salvatore Ciampa
Salvatore Ciampa (Vico Equense, 26 ottobre 1930 – Pisa, 18 luglio 1973) è stato un matematico italiano.

## Biografia
Fu allievo della Scuola Normale di Pisa. Laureatosi nel 1952, proseguì gli studi presso la Columbia University di New York. Dal 1963 fu assistente di Analisi presso la Scuola Normale, assumendo anche la carica di Segretario degli Annali della scuola; nel 1967 conseguì la libera docenza in Topologia e nel 1971 fu nominato professore straordinario di "Complementi di Matematica" presso la Facoltà di Ingegneria a Pisa, passando poi, l'anno successivo, alla cattedra di Geometria della stessa Facoltà. 
I suoi campi di ricerca furono molteplici: Teoria dei gruppi, Topologia generale, Analisi reale, Fondamenti della Matematica, Teoria dei linguaggi e Didattica della Matematica. Ricoprì anche, dal 1972, la carica di Presidente della CIIM, la Commissione didattica dell'Unione Matematica Italiana.